# Маковиці
Ма́ковиці — село в Україні, у Звягельському районі Житомирської області. Населення становить 387 осіб.

## Географія
На північно-східній околиці села бере початок річка Трохівка.

## Історія
Колишня назва Маковиця, село Романовецької волості Новоград-Волинського повіту Волинської губернії. Відстань від повітового міста 4 версти, від волості 14. Дворів 6, мешканців 55.

## Населення

### Мова
Розподіл населення за рідною мовою за даними перепису 2001 року:
| Мова            | Кількість | Відсоток |
| --------------- | --------- | -------- |
| українська      | 382       | 98.71%   |
| російська       | 4         | 1.03%    |
| інші/не вказали | 1         | 0.26%    |
| Усього          | 387       | 100%     |